# ورزشگاه بین‌المللی قاهره
ورزشگاه بین‌المللی قاهره (به عربی: ستاد القاهرة الدولي) یک ورزشگاه چندمنظوره تمام صندلی با گنجایش ۷۵،۰۰۰ نفر است.
ای ورزشگاه سومین ورزشگاه بزرگ جهان عرب بعد از ورزشگاه اف ان بی و ورزشگاه برج العرب (تمام صندلی با گنجایش ۸۶،۰۰۰ نفر) و ۶۹امین ورزشگاه بزرگ در جهان است و در شهرک نصر در حدود ۱۰ کیلومتری غرب قاهره در مسیر فرودگاه بین‌المللی قاهره و در حدود ۳۰ کیلومتر از مرکز شهر قاهره واقع شده‌است.
ورزشگاه بین‌المللی قاهره در ۲۳ ژوئیه ۱۹۶۰ مصادف با هشتمین سالگرد انقلاب مصر در سال ۱۹۵۲ توسط جمال عبدالناصر، رئیس جمهور وقت افتتاح شد و در سال ۲۰۰۵ به منظور آماده سازی برای جام ملت‌های آفریقا ۲۰۰۶ بازسازی شد.

## اطلاعات غیره
- میزبان مسابقات باشگاه‌های بزرگ قاهره الاهلی و زمالک.
- میزبان بازی‌های تیم ملی فوتبال مصر.
- در جام ملت های آفریقا ۱۹۸۶ ورزشگاه ۱۲۰،۰۰۰ هزار نفر به صورت ایستاده در فینال مقابل کامرون در خود جای داد و مصر برنده مسابقه شد.
- سومین ورزشگاه بزرگ در آفریقا بعد از ساکر سیتی در آفریقای جنوبی و ورزشگاه برج العرب در مصر توسط فیفا ذکر شده‌است.

## تصاویر

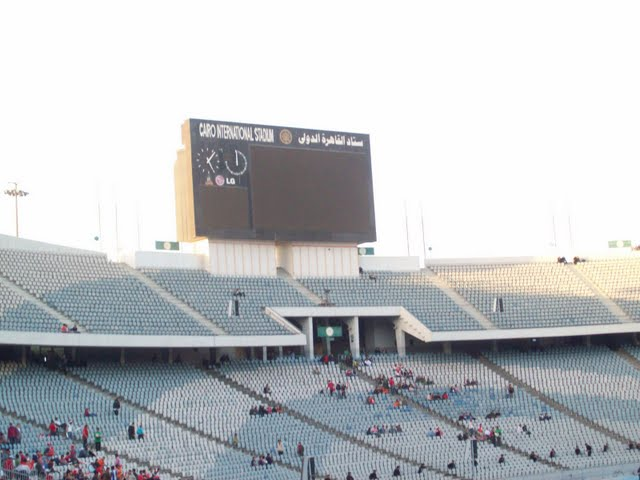
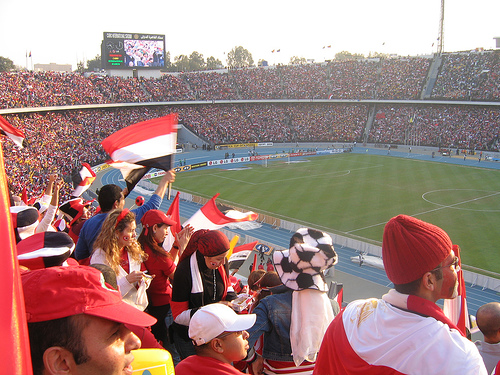
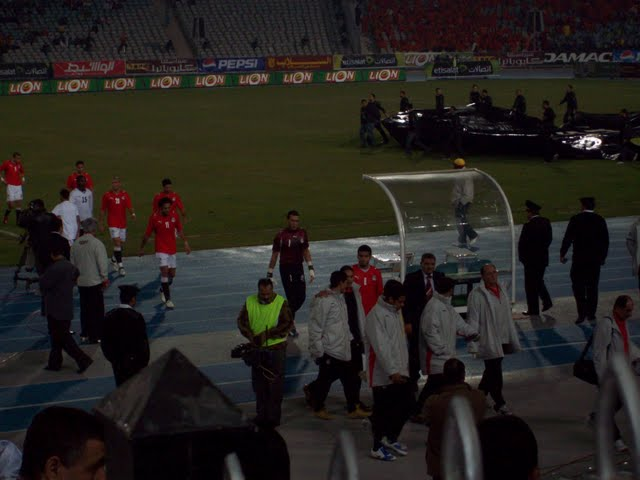